# James Thomas McHugh
James Thomas McHugh (Orange, 3 gennaio 1932 – Rockville Centre, 10 dicembre 2000) è stato un vescovo cattolico statunitense.

## Biografia
Monsignor James Thomas McHugh nacque a Orange, in New Jersey, il 3 gennaio 1932 da James T. McHugh e Caroline (nata Scavone).

### Formazione e ministero sacerdotale
Ricevette la sua educazione primaria alla scuola parrocchiale della chiesa di San Venanzio e frequentò la Our Lady of the Valley High School di Orange. Frequentò la Seton Hall University di South Orange dove conseguì un Bachelor of Arts in lingue classiche. Compì gli studi per il sacerdozio al seminario "Immacolata Concezione" di Darlington concludendoli con un Master of Divinity.
Il 25 maggio 1957 fu ordinato presbitero per l'arcidiocesi di Newark nella cattedrale del Sacro Cuore di Newark. Il suo primo incarico fu quello di curato della chiesa di Nostra Signora del Monte Carmelo a Newark. In seguito prestò servizio nella chiesa della Santissima Trinità a Fort Lee. Dal 1962 al 1965 fu membro del comitato arcidiocesano per la vita familiare.
Dal 1963 al 1965 studiò sociologia alla Fordham University di New York. Fu moderatore della gilda dei medici cattolici della contea di Bergen dal 1964 al 1965 e del consiglio degli infermieri cattolici della stessa contea dal 1963 al 1965. Dal 1965 al 1967 proseguì gli studi in sociologia all'Università Cattolica d'America a Washington. Nel 1965 entrò a far parte dello staff della Conferenza nazionale dei vescovi cattolici. Fu direttore dell'ufficio per la vita famigliare dal 1965 al 1975, direttore del comitato nazionale per il diritto alla vita nel 1967 e dell'ufficio delle attività per la vita dal 1972 al 1978. Mentre occupava questi incarichi suscitò polemiche quando, in risposta alla proposta del presidente Richard Nixon del luglio del 1969 che prevedeva il finanziamento federale alla contraccezione artificiale come mezzo di controllo della popolazione, McHugh disse che il messaggio del presidente era "un approccio positivo e costruttivo al problema". Nel 1971 venne nominato cameriere pontificio e nel 1986 venne elevato al rango di prelato d'onore di Sua Santità.
Fu professore invitato di teologia al seminario teologico di Princeton nel 1974, al seminario "Immacolata Concezione" dal 1976 al 1981 e al Collegio americano dell'Immacolata Concezione di Lovanio, in Belgio, nel 1976. Nel 1981 divenne direttore del programma di sviluppo diocesano per la pianificazione familiare naturale. Dal 1978 al 1981 studiò per il dottorato in teologia morale, concentrandosi sull'etica medica, presso la Pontificia università "San Tommaso d'Aquino" di Roma. Nel 1982 fu professore invitato presso la Pontificia Università Lateranense. Servì come assistente speciale alla V assemblea generale ordinaria del Sinodo dei vescovi che ebbe luogo nella Città del Vaticano dal 26 settembre al 25 ottobre 1980 sul tema "La famiglia cristiana". Nel 1983 entrò a far parte della delegazione della missione permanente dell'osservatore della Santa Sede presso l'Organizzazione delle Nazioni Unite. Nel 1986 venne nominato vicario episcopale per la parrocchia e la vita familiare.

### Ministero episcopale
Il 20 novembre 1987 da papa Giovanni Paolo II lo nominò vescovo ausiliare di Newark e titolare di Morosbisdo. Ricevette l'ordinazione episcopale il 25 gennaio successivo nella cattedrale del Sacro Cuore di Newark dall'arcivescovo metropolita di Newark Theodore Edgar McCarrick, co-consacranti l'arcivescovo emerito della stessa arcidiocesi Peter Leo Gerety e il vescovo di Bridgeport Walter William Curtis. Come motto episcopale scelse l'espressione "Quid retribuam Domino", che significa: "Che renderò io al Signore" (Salmi 116, 12).
Il 13 maggio 1989 papa Giovanni Paolo II lo nominò vescovo di Camden. Prese possesso della diocesi il 20 giugno successivo con una celebrazione nella cattedrale dell'Immacolata Concezione. Durante i suoi nove anni di episcopato intraprese una grande riorganizzazione della struttura amministrativa della diocesi e autorizzò il trasferimento del quartier generale diocesano nel centro di Camden. Nel settembre del 1982 presiedette un sinodo diocesano. Profondamente dedito alla causa dell'educazione cattolica, creò un fondo di dotazione per l'educazione cattolica di 63 milioni di dollari per scuole e programmi di educazione religiosa, stilò un piano in cinque punti per rinvigorire le scuole cattoliche e guidò uno sforzo popolare per sostenere la legislazione sulla scelta della scuola nella legislatura statale.
Forte oppositore dell'aborto, fu un membro di spicco del comitato per le attività pro-vita della Conferenza dei vescovi cattolici ed era conosciuto come il "padre del movimento pro-vita in America". Fu delegato dell'episcopato statunitense alle conferenze sponsorizzate dalle Nazioni Unite sull'ambiente, svoltasi nel 1992 a Rio de Janeiro, e sulla popolazione e lo sviluppo, svoltasi nel 1994 a Il Cairo.
Il 7 dicembre 1998 papa Giovanni Paolo II lo nominò vescovo coadiutore di Rockville Centre. Prese possesso della diocesi il 22 febbraio successivo. Il 4 gennaio 2000 succedette alla medesima sede. Il 21 dello stesso mese fu accolto in cattedrale.
Monsignor McHugh apparteneva a diverse associazioni professionali tra i quali vi sono il National Council on Family Relations, l'American Sociological Association, la Catholic Theological Society of America, la Population Association of American e l'American Association for the Advancement of Science. Nel gennaio del 2000 fu premiato dall'associazione americana del Sovrano militare ordine di Malta.
Morì a Rockville Centre il 10 dicembre 2000 all'età di 68 anni. È sepolto nel seminario "Immacolata Concezione" di Huntington.

## Genealogia episcopale
La genealogia episcopale è:
- Cardinale Scipione Rebiba
- Cardinale Giulio Antonio Santori
- Cardinale Girolamo Bernerio, O.P.
- Arcivescovo Galeazzo Sanvitale
- Cardinale Ludovico Ludovisi
- Cardinale Luigi Caetani
- Cardinale Ulderico Carpegna
- Cardinale Paluzzo Paluzzi Altieri degli Albertoni
- Papa Benedetto XIII
- Papa Benedetto XIV
- Papa Clemente XIII
- Cardinale Marcantonio Colonna
- Cardinale Giacinto Sigismondo Gerdil, B.
- Cardinale Giulio Maria della Somaglia
- Cardinale Carlo Odescalchi, S.I.
- Cardinale Costantino Patrizi Naro
- Cardinale Lucido Maria Parocchi
- Papa Pio X
- Papa Benedetto XV
- Papa Pio XII
- Cardinale Francis Joseph Spellman
- Cardinale Terence James Cooke
- Arcivescovo Theodore Edgar McCarrick
- Vescovo James Thomas McHugh